# 暁月凛
暁月 凛（あかつき りん、3月29日 - ）は、中国・山西省出身の女性歌手。
ソニー・ミュージックレコーズ。所属事務所はShowtitle。

## 人物
- 趣味：寝ること、ホロスコープ、メイク研究、ドキュメンタリー番組鑑賞、バスに乗ること
- 特技：パソコンの組み立て、漢字（自称準2級レベル）

## 経歴
幼少の頃からアニメやアニソンが好きで『名探偵コナン』などをよく観ていたが、本格的にアニメにハマったきっかけは『コードギアス 反逆のルルーシュ』だった。12歳頃から、将来は通訳になるという夢も持ち、日本語を学んだ。
中学校でアニメサークルに入部。ボカロ曲を聴きあさり、特に湊貴大（minato）の熱烈なファンとなり、「私は湊さんの音楽で育ったようなものです」と語っている。高校生の頃にアニソンの「歌ってみた動画」をアップしていたこともある。また男の子のキャラクターのコスプレも好きで、『ヘタリア』のプロイセンの格好をしていた。声優の神谷浩史のファンミーティングに制服のコスプレで参加したこともある。
デビュー前、SNH48のオーディションに応募し、最終選考に残ったことがある。
2014年、シンガポールで開催された「AAA（アジアアニソンシンガーオーディション）」で応募者3000人の中からグランプリを獲得（当時の芸名は「RINRIN」）。オーディションでは『涼宮ハルヒの憂鬱』の挿入歌「God knows…」を歌った。
2016年に『金田一少年の事件簿R』のエンディングテーマ「決意の翼」（作詞：斎藤仁久、作曲：斎藤仁久/小高光太郎）でメジャーデビュー（カップリングはLast Note.プロデュースの「クラベル」）。当初は逆光の中で撮られた写真や表情を一切映さないミュージックビデオのみが公開され、「謎の新人アニソンシンガー」という扱いだった。「暁月凛」という芸名は、「どんな名前がいい?」と言われいくつか案を出し、その中に「暁月」と「凛」があり、「両方、中二っぽくていいから、この2つを合わせて『暁月凛』にしよう」ということで決まった。シンガーソングライターの天野月子に憧れていたため、「月」は絶対に入れたかったという。
2017年、暁月からのオファーで湊貴大が作詞・作曲を担当した2ndシングル「コノ手デ」をリリース。
2019年10月、吉本興業所属から、系列会社のShowtitleに転属。

## ディスコグラフィ

### シングル
| 枚  | 発売日        | タイトル                    | 規格品番     | 規格品番  | 規格品番         | 最高位 | タイアップ |
| 枚  | 発売日        | タイトル                    | 初回限定盤   | 通常盤    | 期間・完全限定盤 | 最高位 | タイアップ |
| --- | ------------- | --------------------------- | ------------ | --------- | ---------------- | ------ | --- |
| 1st | 2016年3月2日  | 決意の翼                    | SRCL-8993/4  | SRCL-8995 |                  | 115位  | テレビアニメ『金田一少年の事件簿R』エンディングテーマ                                                                                 |
| 2nd | 2017年2月15日 | コノ手デ                    | SRCL-9298/9  | SRCL-9300 | SRCL-9301        | 54位   | テレビアニメ『青の祓魔師 京都不浄王篇』エンディングテーマ                                                                             |
| 3rd | 2017年5月24日 | マモリツナグ                | SRCL-9419/20 | SRCL-9421 | SRCL-9422/3      | 143位  | アニメ『銀の墓守り』オープニングテーマ                                                                                                |
| 4th | 2018年5月16日 | Early Days/Million Memories | SRCL-9776/7  | SRCL-9778 |                  | 125位  | アニメ『実験品家族 -クリーチャーズ・ファミリー・デイズ-』オープニングテーマ ゲームアプリ『ワイルドアームズ ミリオンメモリーズ』主題歌 |

### アルバム
| 枚  | 発売日         | タイトル                | 規格品番    | 規格品番   | 最高位 |
| 枚  | 発売日         | タイトル                | 初回限定盤  | 通常盤     | 最高位 |
| --- | -------------- | ----------------------- | ----------- | ---------- | ------ |
| 1st | 2018年8月8日   | Time Capsule            | SRCL-9830/1 | SRCL-9832  | 188位  |
| 2nd | 2019年12月11日 | 没入time mixed by DJ 和 |             | SRCL-11156 |        |

## 出演

### テレビ
- 超流派（テレビ東京、2016年3月4日・2017年2月17日）
- ライブB♪（TBS、2018年5月22日）
- 月〜金お昼のソングショー ひるソン!（テレビ東京、2018年7月5日）
- 音ボケPOPS（TOKYO MX、2018年9月22日）
- 浜ちゃんが! (読売テレビ、2018年11月21日)

### ネット配信
- 松村沙友理と暁月凛のBiLiBiRiNGO（SHOWROOM・bilibili、2018年9月11日 - ） - アシスタントMC